# 连江站
连江站位于中华人民共和国福建省福州市连江县江南镇花坞村，归属南昌铁路局，于2009年9月28日随温福铁路正式通车同时启用，从此结束了连江县境内没有火车通行的历史。连江站距离县城3.5公里，由车站主体、站前广场、站前大道三部分组成。站房为两层建筑，总建筑面积3180平方米。站前广场包括站前平台和停车场，从县城内乘1路公交车可直达火车站。截至2011年5月，每日经停连江站全部列车共有11趟，无始发与终到列车。

## 影响
连江站正式启用，同时温福铁路正式通车开行动车组后，福州到连江仅20分钟，大大拉近了往来于连江和福州市区的时间距离，使连江真正纳入了福州“半小时”经济圈。铁路开通对道路客运业也产生了较大影响，一些企业调整了道路客运的结构。以长途客运为主业的福建闽运公司改变方向，在连江增开公交线路，发展农村客运班线，开发农村客运市场。